# بلینوو
بلینوو (به لاتین: Blinovo) یک منطقهٔ مسکونی در روسیه است که در استان آستراخان واقع شده‌است.